# Blahodatne, Bilozerka
Blahodatne (în ucraineană Благодатне) este o comună în raionul Bilozerka, regiunea Herson, Ucraina, formată numai din satul de reședință.

## Demografie
Componența lingvistică a comunei Blahodatne
     Ucraineană (91,89%)
     Rusă (7,43%)
     Alte limbi (0,3%)
Conform recensământului din 2001, majoritatea populației comunei Blahodatne era vorbitoare de ucraineană (91,89%), existând în minoritate și vorbitori de rusă (7,43%).